# Vintertjärnen, Dalarna
Vintertjärnen är en sjö i Vansbro kommun i Dalarna och ingår i Dalälvens huvudavrinningsområde.